# جک و لوبیای سحرآمیز (فیلم ۱۹۰۲)
جک و لوبیای سحرآمیز (به انگلیسی: Jack and the Beanstalk) فیلمی کوتاه در سبک فانتزی و ماجراجویی به کارگردانی جرج اس فلمینگ و ادوین اس پورتر است که در سال ۱۹۰۲ منتشر شد.

## بازیگران
- توماس وایت در نقش جک